# دار ريطة
دار ريطة أحد الدور التاريخية المجاورة للمسجد النبوي الشريف. ريطة هي ابنة أبو العباس عبد الله السفاح.
كانت هذه الدار أمام باب النساء وكان يسمى باب ريطة، وقد أزيلت ضمن توسعة الملك فهد للمسجد النبوي الشريف. وقد وصفها المراغي بأنها: «كانت واسعة فخمة، وعقد بابها الموجه لباب النساء رفيع ومتسع، ومصراعاه جميلان كبيران مصبوغان بدهن أخضر قاتم قديم، ومزخرفان بزخرفة القرون الإسلامية الأولى»، وكتب عليه بالخط الكوفي من النوع المشجر.